# Rutigliano
Rutigliano – miejscowość i gmina we Włoszech, w regionie Apulia, w prowincji Bari.
Według danych na styczeń 2009 gminę zamieszkiwały 18 063 osoby przy gęstości zaludnienia 339,5 os./1 km².